# Hemelytroblatta rugosa
Hemelytroblatta rugosa är en kackerlacksart som först beskrevs av Schulthess 1894.  Hemelytroblatta rugosa ingår i släktet Hemelytroblatta och familjen Polyphagidae. Inga underarter finns listade i Catalogue of Life.